# Alta Vista, Kansas
Alta Vista är en ort i Wabaunsee County i Kansas. Vid 2020 års folkräkning hade Alta Vista 409 invånare.